# 巴特皮尔蒙特
巴特皮尔蒙特（德語：Bad Pyrmont，發音：[baːt pʏʁˈmɔnt] ⓘ，亦读作[- ˈpʏʁ-]）是德国下萨克森州哈默尔恩-皮尔蒙特县的城市，面积61.99平方千米，2023年12月31日人口为19,596人。